# Hemitriecphora haglundi
Hemitriecphora haglundi is een halfvleugelig insect uit de familie schuimcicaden (Cercopidae). De wetenschappelijke naam van deze soort is voor het eerst geldig gepubliceerd in 1901 door Schouteden.